# Trasporti in Lituania

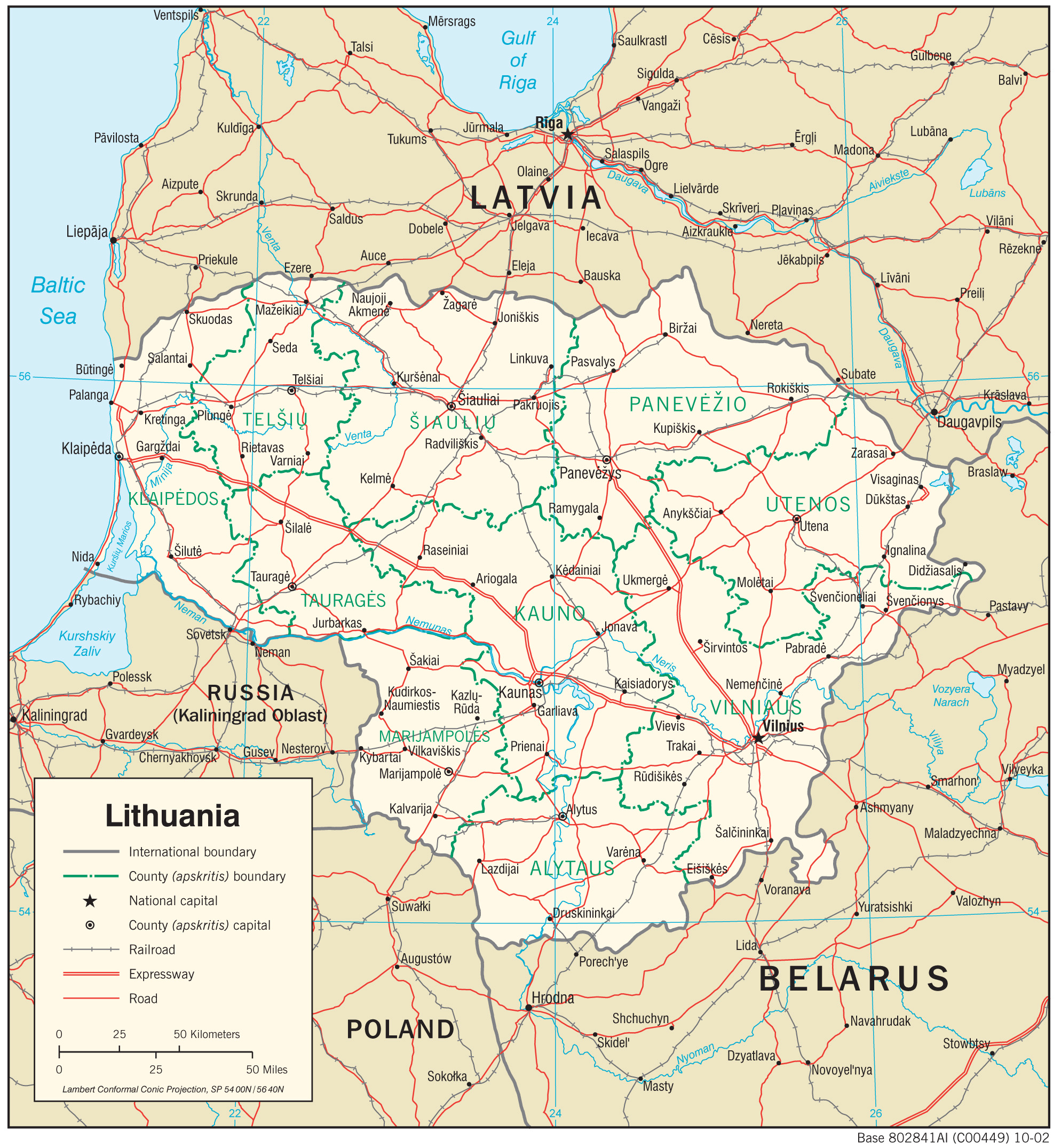
Lituania: carta geopolitica con rete ferroviaria e stradale

Questa voce raccoglie le principali tipologie di trasporti in Lituania.

## Trasporti su rotaia

### Rete ferroviaria
In totale: 1998 km (dati 2001).

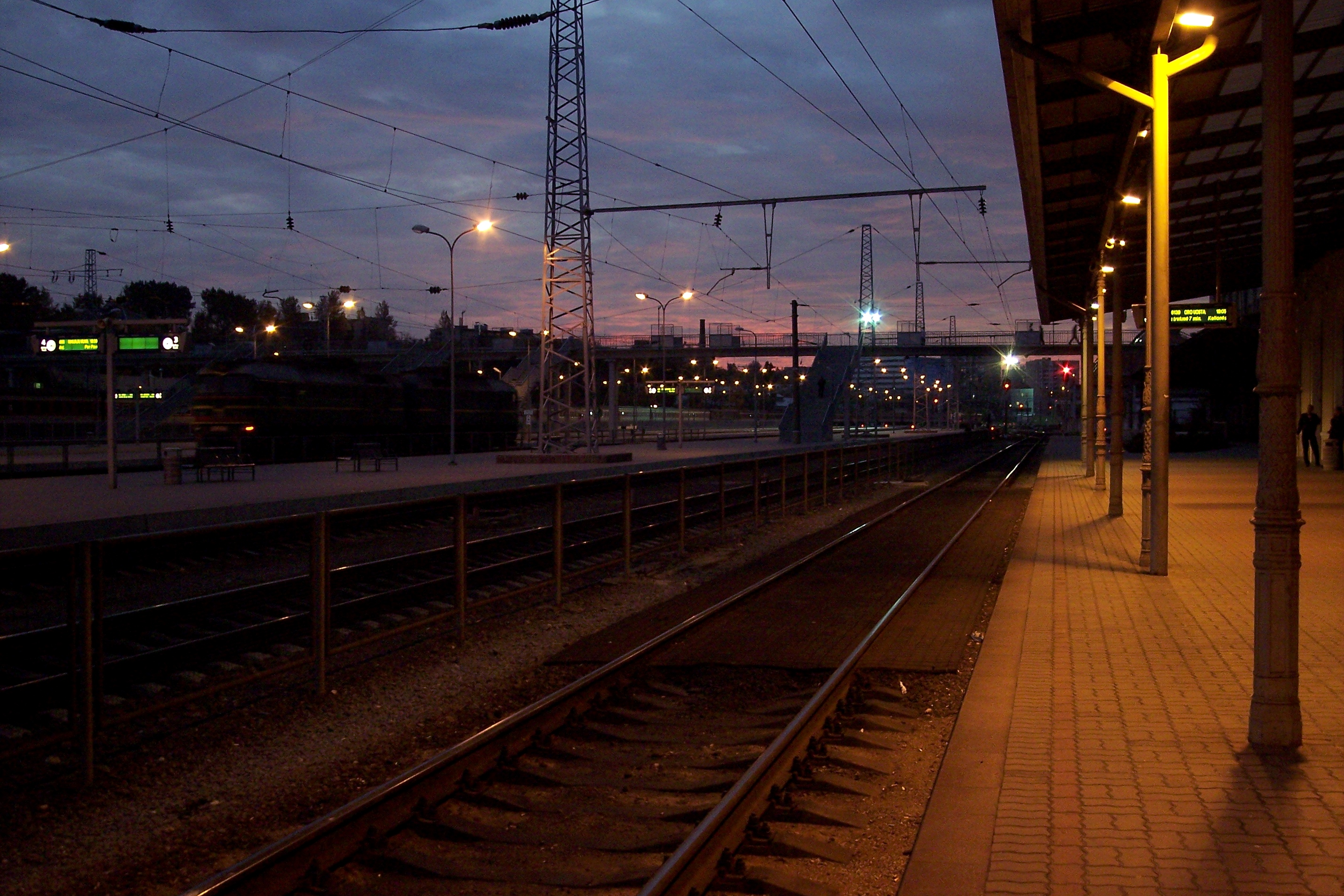
Stazione di Vilnius

- Scartamento largo (1524 mm): 1807 km, 122 km dei quali elettrificati;
- Scartamento standard (1435 mm): 22 km (per la relazione con la Polonia);
- Scartamento ridotto (750 mm): 169 km;
- Collegamento a reti estere contigue:
  - diretto, a pari scartamento: Bielorussia, Lettonia e Russia;
  - con cambio di scartamento (1524/1435 mm): Polonia.

Solo il 7% della rete ferroviaria è elettrificato: sono state avviate nel gennaio 2018 le operazioni che entro il 2022 dovrebbero portare al raggiungimento del 30-40% di elettrificazione.

### Reti metropolitane e tranviarie
In Lituania non sono presenti convogli di metropolitana, né tram di qualsiasi tipo. Tuttavia, nel 2018 il Seimas lituano ha approvato un progetto chiamato Vilniaus metropolitenas di costruzione di una metropolitana cittadina al fine di migliorare il sistema di trasporti della capitale.

## Trasporti su strada
Le strade sono classificate in:
- Strade maestre
- Strade distrettuali
- Strade comunali

### Rete stradale
Strade pubbliche: in totale 21.328 km (dati 2006)
- asfaltate: 12.912 km
- bianche: 8.415 km.

A Vievis ha sede il Museo Nazionale dei Trasporti (in lituano Kelių Muziejus).

### Reti filoviarie
Un importante sistema filoviario è presente nella capitale, Vilnius, con circa trecento vetture; un'altra rete con filobus si trova a Kaunas.

### Autolinee
In tutte le zone abitate sono presenti aziende pubbliche e private che gestiscono trasporti urbani, suburbani, interurbani e turistici esercitati con autobus.

## Idrovie
Sono presenti 600 km di acque perennemente navigabili: i fiumi e i laghi ricoprono soprattutto la parte interna del Paese (contea di Utena, contea di Vilnius e contea di Panevėžys, mentre il mar Baltico, nella parte occidentale, bagna il Paese per 262 chilometri.

## Porti e scali

### Porti sul mare

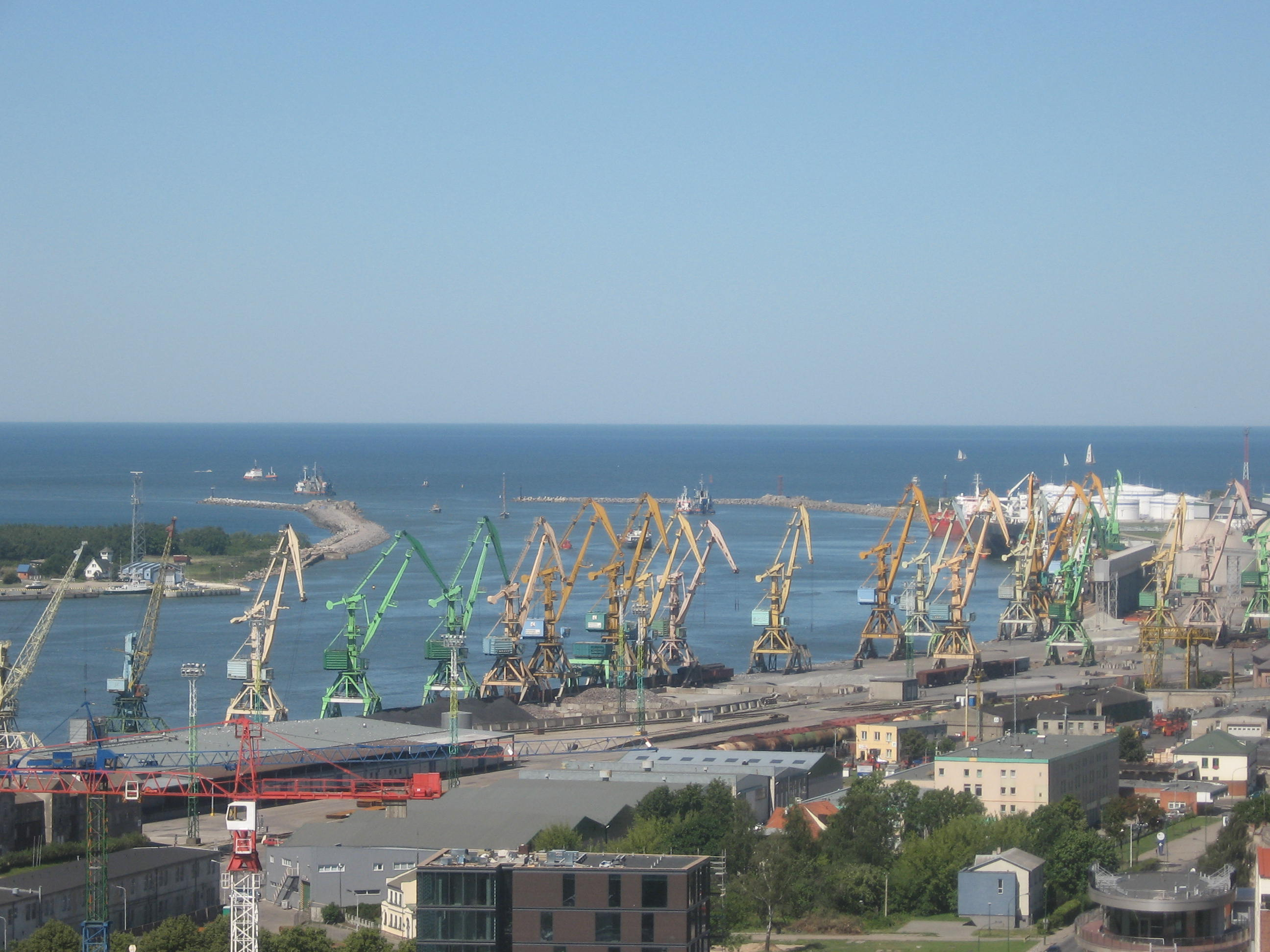
Porto di Klaipėda

I principali porti sul mar Baltico sono:
- Būtingė;
- Klaipėda;
- Šventoji.

### Porti fluviali
I principali sono:
- Kaunas;
- Rumšiškės;
- Nida;
- Juodkrantė.

## Trasporti aerei

### Aeroporti
In totale: 72(dati 2001)
a) con piste di rullaggio pavimentate: 9
- oltre 3047 m: 2 (Kaunas, Vilnius)
- da 2438 a 3047 m: 0
- da 1524 a 2437 m: 4
- da 914 a 1523 m: 0
- sotto 914 m: 3

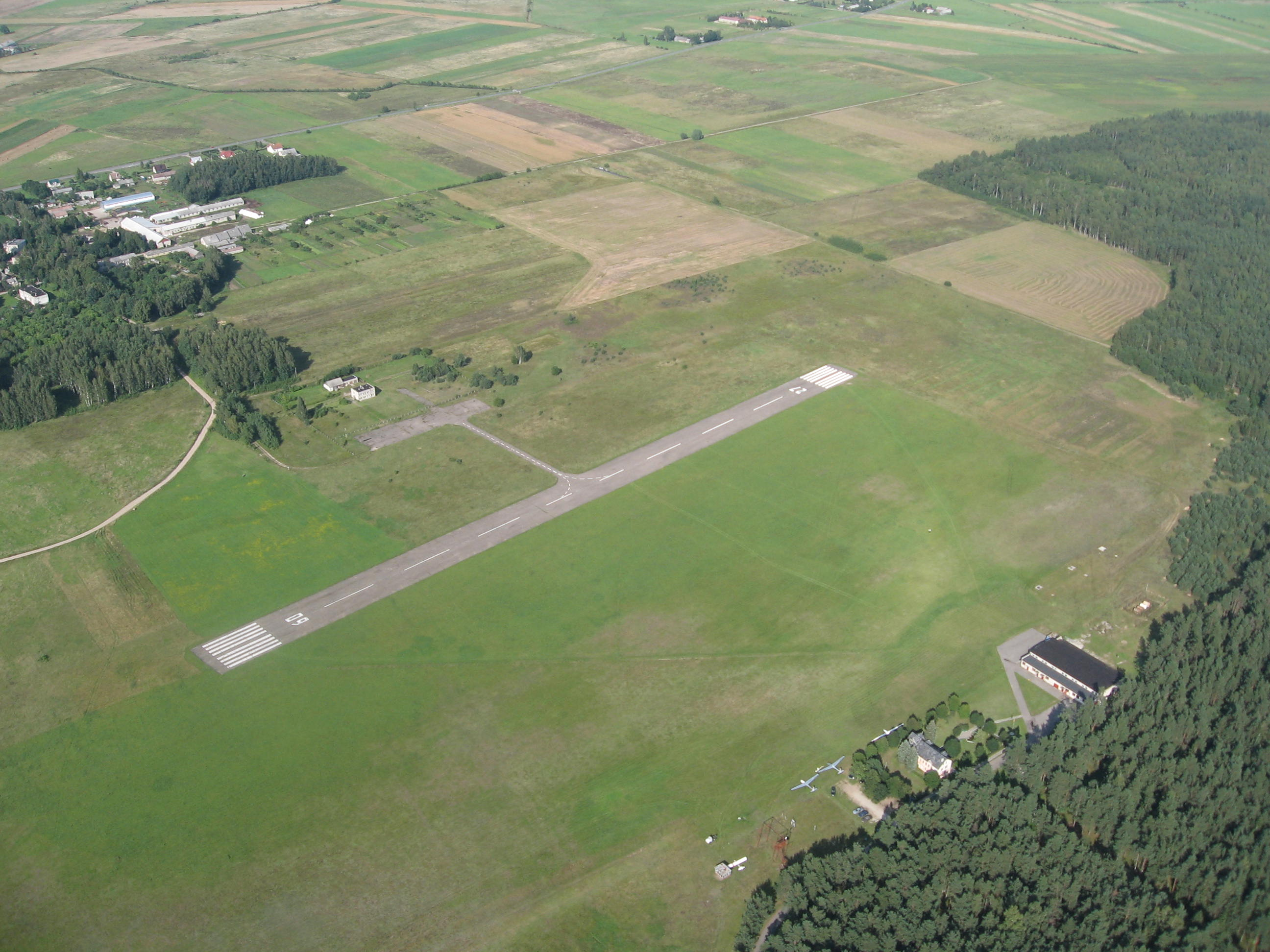
Piccola pista d’atterraggio presso Šilutė

b) con piste di rullaggio non lastricate: 63
- oltre 3047 m: 0
- da 2438 a 3047 m: 3
- da 1524 a 2437 m: 0
- da 914 a 1523 m: 5
- sotto 914 m: 55